# Districte de Metz-Campagne
El districte de Metz-Campagne (francès arrondissement de Metz-Campagne) era una divisió administrativa francesa del departament del Mosel·la. Comptava amb 9 cantons i 142 municipis. El cap era la prefectura de Metz. Des de l'1 de gener de 2015 va fusionar amb el districte de Metz-Ville i conformen el districte de Metz.

## Cantons
- cantó d'Ars-sur-Moselle
- cantó de Maizières-lès-Metz
- cantó de Marange-Silvange
- cantó de Montigny-lès-Metz
- cantó de Pange
- cantó de Rombas
- cantó de Verny
- cantó de Vigy
- cantó de Woippy